# Boscastle
Boscastle (Cornisch: Kastel Boterel) is een dorp en vissershaven aan de noordkust van Cornwall in de parish Forrabury and Minster. Het ligt 23 km ten zuiden van Bude en 8 km ten noordoosten van Tintagel. De naam van het dorp komt van Botreaux Castle, een 12e-eeuws fort, eigendom van de familie Botreaux. Het dorp met zijn pittoreske haven is een populaire toeristenbestemming.

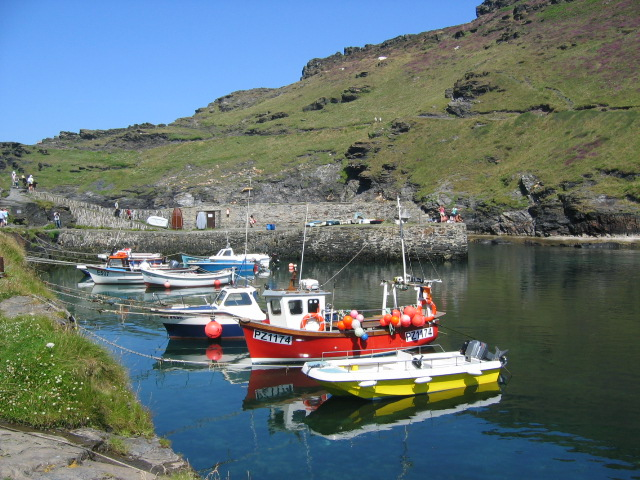
Boscastle Harbour
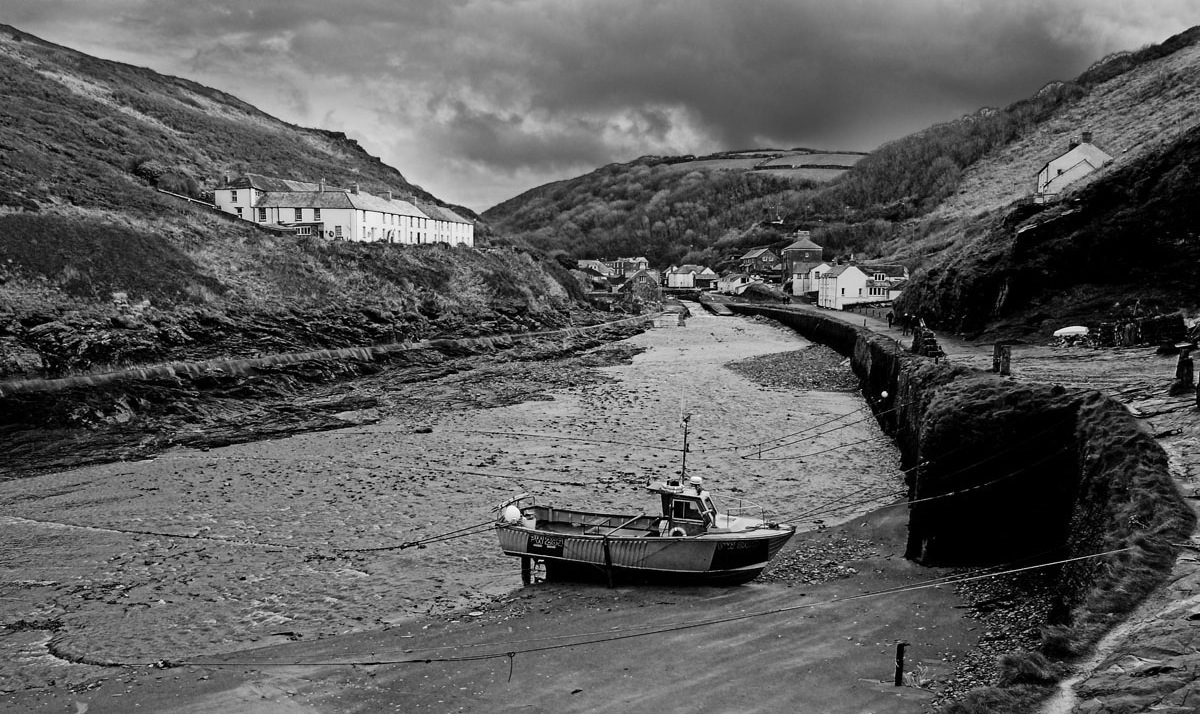
Boscastle Harbour
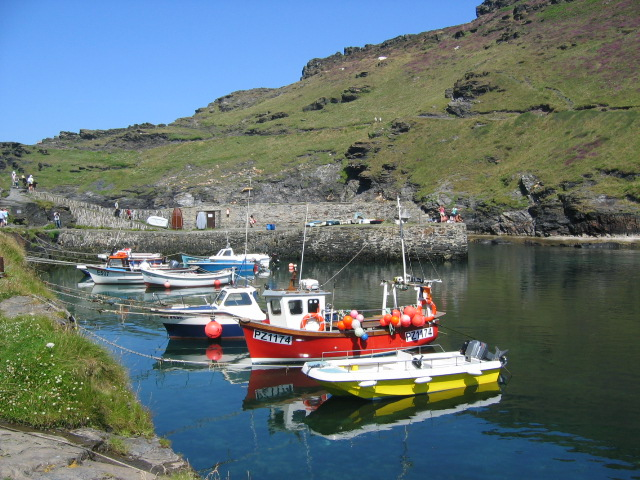
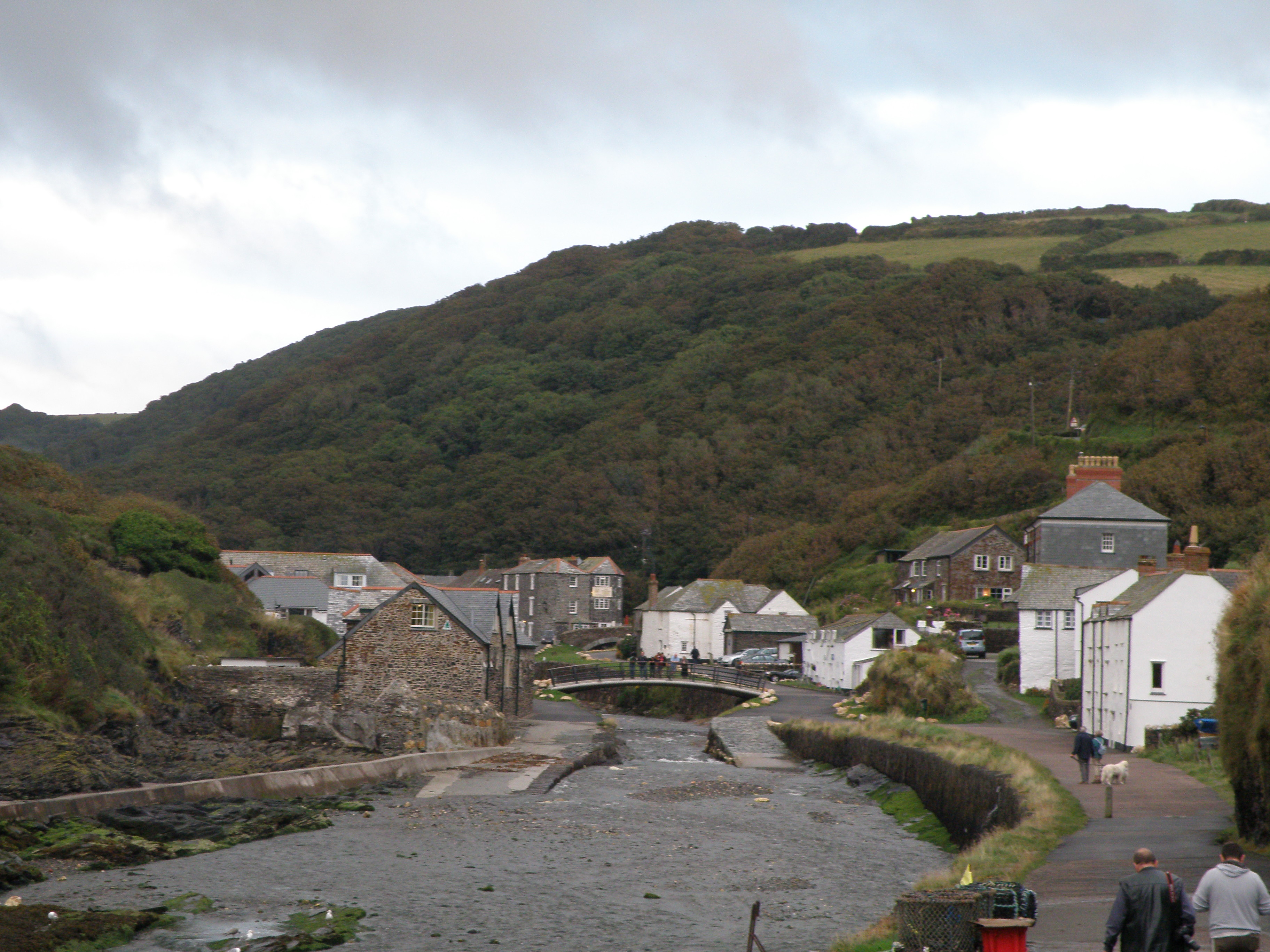
Pad naar de haven